# Bactrocera flavipilosa
Bactrocera flavipilosa
 es una especie de díptero que Hardy describió por primera vez en 1982. Bactrocera flavipilosa pertenece al género Bactrocera de la familia Tephritidae. 